# Kangeyanallur
Kangeyanallur é uma vila no distrito de Vellore, no estado indiano de Tamil Nadu.

## Demografia
Segundo o censo de 2001,  Kangeyanallur  tinha uma população de 12,672 habitantes. Os indivíduos do sexo masculino constituem 50% da população e os do sexo feminino 50%. Kangeyanallur tem uma taxa de literacia de 79%, superior à média nacional de 59.5%: a literacia no sexo masculino é de 85% e no sexo feminino é de 73%. Em Kangeyanallur, 10% da população está abaixo dos 6 anos de idade.